# Niambia politus
Niambia politus är en kräftdjursart som beskrevs av Omer-Cooper 1924. Niambia politus ingår i släktet Niambia och familjen myrbogråsuggor. Inga underarter finns listade i Catalogue of Life.